# Saramej
Saramej (en arménien Սարամեջ ) est une communauté rurale du marz de Lorri en Arménie. En 2008, elle compte 1 583 habitants.